# Motaro
Motaro es un personaje ficticio de la serie de juegos de lucha Mortal Kombat. Es un guerrero del Outworld de la raza de los Centauros, rivales de la raza Shokan en la lucha por el poder y acompañamiento a las fuerzas de Shao Kahn. Hizo su primera aparición como subjefe en Mortal Kombat 3 siendo un Centauro, sin embargo, en Mortal Kombat: Armageddon aparece convertido en un Minotauro, es decir un humanoide con dos piernas de caballo o toro. Ha sido un personaje jugable desde la Trilogía de Mortal Kombat.

## Descripción
Motaro hizo su primera aparición en el  Mortal Kombat 3.  Él es un Centauro. También posee un par de cuernos parecidos a una cabra y tiene una cola larga, metálica, parecida a una rata que puede usar para arrojar orbes de energía así como para golpear. Los Centauros son conocidos por su poder y sus poderes místicos.
Motaro, con su raza entera, abriga un odio profundamente arraigado hacia los Shokan, quien él ve como inferiores. Las dos razas luchan la una contra la otra constantemente para demostrar su valor a Shao Kahn y finalmente definir quien es superior.
En MK Armageddon, él apareció como un minotauro. Según su historia un hechizo transformó a la raza de centauros de Motaro en minotauros. En su final del MKA, Motaro rompe ese hechizo por error, su raza vuelve a ser normal y se dice que los Shokan los hechizaron y que pagarán por eso.

## Historia
En Outworld, la raza de Motaro (Centauros) entraron en conflicto con los Shokan. Shao Kahn, Emperador del Outworld, comenzó a favorecer a los Centauros, por las continuas derrotas de los Shokan, a los que comenzó a castigar duramente. Kahn decidió formar los grupos especiales de exterminio, para eliminar a los guerreros de Earthrealm, y Motaro fue nombrado al frente de este grupo de élite de guerreros salvajes.
Sonya Blade consigue derrotar a Kano en un rascacielos frente la fortaleza de Kahn durante los eventos de Mortal Kombat 3. Motaro encontró a Kano, que estaba seriamente herido y lo llevó a la fortaleza de Shao Kahn. Después de curarlo con su magia, Motaro aprisionó a Kano para que después él fuese juzgado personalmente por Kahn. A esa altura, Motaro fue atacado cobardemente desde las sombras por Sheeva, quien lo asesina en su plan de atacar a Shao Kahn. 
En Mortal Kombat 9 debido a que Raiden cambió los eventos ocurridos durante Mortal Kombat 1, 2 y 3, Motaro nunca fue asesinado por Sheeva. Sin embargo, Raiden lo mata para salvar a Johnny Cage en una lucha contra este último.

## Movimientos especiales
- Fireball. Motaro lanza una ráfaga de energía. (MK3, UMK3, MKT)
- Grab and Punch. Motaro agarra al oponente con una mano y lo golpea con la otra. (MK3, UMK3, MKT)
- Teleport. Motaro desaparece y reaparece próximo al oponente. (MK3, UMK3, MKT)
- Charge. Motaro golpea al oponente usando su cuerpo. (MKA)
- Donkey Kick: De por sí, la patada de Motaro en su modalidad Centauro, es un golpe muy potente que genera mucho daño (MK3). Al convertirse en Minotauro apoya sus manos en el suelo y lanza su patada, emulando a la patada de un burro. (MKA)

## Apariciones

### Mortal Kombat 3/Ultimate Mortal Kombat 3/Mortal Kombat Trilogy
Motaro es un personaje que se debe enfrentar antes de pelear contra Shao Kahn, es un centauro con una cola biónica, no es seleccionable y no puede ejecutar ningún Fatality. En la versión de PlayStation de Mortal Kombat Trilogy es un personaje utilizable y posee un Fatality en ambas apariciones, es inmune a los poderes inmovilizantes como el van dame spear o smoke cloud, con la única excepción del cold shower de Sub-Zero.

#### Fatality
- Arrebato de Cabezas: En cercanía al oponente, y usando su brazo, toma la cabeza del oponente y se la arranca, entonces levanta su cabeza y la voltea para ver el rostro.

- Rayo Aniquilador: Con su cola lanza un rayo tan potente que destruye al enemigo dejando solo sus piernas.

#### Habilitación
- 1P vs 2P: En la pantalla de versus introducir el código correspondiente, 969-141.Pelea contra Motaro.
- Kooler Stuff: Debes entrar a la pantalla secreta o menú secreto de Kooler Stuff y busca la opción Enable Motaro y cambialo de Off a On.